# Christopher Isac Heurlin
Christopher Isac Heurlin, född den 25 oktober 1786 i Åseda, död den 12 mars 1860 på Östrabo i Växjö, var en svensk biskop och politiker; han var ecklesiastikminister 1842–1844 och överhovpredikant.

## Biografi
Heurlin studerade vid Lunds universitet, där han 1808 blev magister. Året därpå utsågs han till docent i romersk retorik, följande år i matematik, och 1813 till adjunkt i ekonomi. Under denna tid umgicks han i Esaias Tegnérs kretsar och ingick i det så kallade Härbärget.
År 1813 avlade han prästexamen i Växjö och började undervisa vid gymnasiet där i filosofi. Han hade också tjänst som konsistorienotarie, och verkade för att Tegnér skulle väljas till biskop. Han blev kyrkoherde i Tolgs församling 1824 och domprost några år senare. Därtill verkade han som politiker; blev statsrevisor 1827, 1832 och 1837, samt var riksdagsman som representant för prästeståndet. I den egenskapen tog han parti för regeringen emot liberalismen. År 1830 blev han teologie doktor vid Lunds universitet.
Heurlin utsågs till biskop över Visby stift 1838, men besökte sitt stift endast ett par gånger. Samtidigt hade han utnämnts till statssekreterare vid Ecklesiastikdepartementet, och det syntes vara som politiker Heurlin helst ville verka. På grund av omorganisation förlorade han platsen i regeringskansliet 1840 och han avsade sig då sitt biskopsämbete, för att i stället ta plats som kyrkoherde i Fellingsbro, men kompenserades genom att utnämnas till överhovpredikant samt till ordensbiskop i survivans.
Åren 1842–1844 var han ecklesiastikminister, och blev, efter en kort period som kyrkoherde i Karlshamn, 1847 biskop i Växjö stift. Under tiden som sådan var han även prästeståndets vice talman.
Christopher Isac Heurlin var son till kyrkoherden och matematikern, professorn i astronomi Samuel Heurlin och Anna Elisabeth Osterman. Han gifte sig 1816 med Elisabeth Liljewalch. Bland barnen märks Samuel och Anders Olof Heurlin. Hans anteckningar finns bevarade i Lunds universitetsbibliotek.

## Utmärkelser och ledamotskap
- 1839: Ledamot av Vetenskapsakademien[1]

- 1841 19 juni:  Kommendör med stora korset av Kungl. Nordstjärneorden